# JVK Ienisseï Krasnoïarsk
JVK Ienisseï est un club russe de volley-ball fondé en 1992 et basé à Krasnoïarsk, évoluant pour la saison 2019-2020 en Superliga.

## Historique
- VK Sibiriatchka (1992-1995)
- VK Nika (1995-1997)
- VK Bogour (1997-2000)
- VK Ienisseïouchka (2000-2003)
- VK Metrostroï (2003-2004)
- VK Stroitel (2004-2010)
- VK Iounost (2010-2012)
- VK Ienisseï (2012-....)

## Palmarès
- Coupe de Russie
  - Finaliste : 2017[1]2018[2]

## Effectifs

### Saison 2020-2021
| No                            | Nom                           | Date de naissance             | Taille                         | Poids                          | Poste                          |
| ----------------------------- | ----------------------------- | ----------------------------- | ------------------------------ | ------------------------------ | ------------------------------ |
| 1                             | Iana Datsi                    | 15 août 2001                  | 168                            |                                | Libero                         |
| 7                             | Irina Klimanova               | 17 août 1987                  | 187                            | 78                             | Centrale                       |
| 9                             | Maria Frolova                 | 1er novembre 1986             | 178                            | 67                             | Réceptionneuse-attaquante      |
| 10                            | Anastassia Samoïlenko         | 5 octobre 1990                | 192                            | 69                             | Centrale                       |
| 11                            | Ievguenia Sneguiriova         | 31 janvier 1994               | 184                            | 69                             | Centrale                       |
| 12                            | Ievguenia Chtcheglova         | 5 février 1996                | 176                            | 65                             | Réceptionneuse-attaquante      |
| 13                            | Alina Egorova                 | 3 novembre 2000               | 184                            |                                | Réceptionneuse-attaquante      |
| 14                            | Irina Filichtinskaïa          | 14 juin 1990                  | 180                            | 65                             | Passeuse                       |
| 16                            | Anastassia Pestova            | 17 décembre 1997              | 178                            |                                | Libero                         |
| 17                            | Oleksandra Peretiatko         | 11 avril 1984                 | 184                            | 73                             | Passeuse                       |
| 18                            | Ioulia Brovkina               | 31 mai 2001                   | 190                            | 51                             | Centrale                       |
| 19                            | Sofia Pissarevskaïa           | 23 mai 2002                   | 184                            |                                | Réceptionneuse-attaquante      |
| 20                            | Karina Simonova               | 10 août 2001                  | 182                            |                                | Réceptionneuse-attaquante      |
|                               |                               |                               |                                |                                |                                |
| Encadrement technique         | Encadrement technique         |                               | Légende                        | Légende                        | Légende                        |
| Entraîneur : Velibor Ivanović | Entraîneur : Velibor Ivanović | Entraîneur : Velibor Ivanović | : Capitaine                    | : Capitaine                    | : Capitaine                    |
| Entraîneur(s) adjoint(s) :    | Entraîneur(s) adjoint(s) :    | Entraîneur(s) adjoint(s) :    | : Joueuse blessée actuellement | : Joueuse blessée actuellement | : Joueuse blessée actuellement |